# Phoroncidia quadrispinella
Phoroncidia quadrispinella là một loài nhện trong họ Theridiidae.
Loài này thuộc chi Phoroncidia. Phoroncidia quadrispinella được Embrik Strand miêu tả năm 1907.